# Saison 2021-2022 du Dijon FCO
Maillots
Chronologie
Saison précédente Saison suivante
La saison 2021-2022 du Dijon FCO est la douzième du club en deuxième division, après avoir terminé dernier de Ligue 1 la saison passée.
L'équipe est dirigée par Patrice Garande après le renvoi de David Linarès le 23 août 2021, tandis que le club est présidé par Olivier Delcourt depuis 2012.
Malgré un mercato prometteur avec le recrutement de joueur expérimentés (Mickaël Le Bihan, Daniel Congré, Baptiste Reynet), les résultats ne sont pas à la hauteur des qualités des joueurs sur le papier, et l'équipe n'arrivera jamais à rattraper son retard sur les équipes du top 5, finissant à une pâle 11e place.
La révélation de la saison est l'attaquant Alex Dobre (9 buts / 3 passes décisives), qui est d'ailleurs élu Dijonnais de la saison par les supporteurs, épaulé par son compère en attaque Aurélien Scheidler (meilleur buteur dijonnais avec 12 réalisations).
En Coupe de France, le bilan est guère mieux. Les Bourguignons se feront éliminer dès les 32e de finale, contre l'AS Cannes (National 2).

## Préparation d'avant-saison

### Situation de l'entraîneur et son staff
Alors que le Dijon FCO est relégué dans l'antichambre du football français après une saison catastrophique, le président du club, Olivier Delcourt, décide de maintenir sa confiance en David Linarès, entraîneur principal à ce moment. L'adjoint de ce dernier, Jérôme Monier, qui voyait son contrat prendre fin en juin 2021, est prolongé.
En effet, le président Delcourt juge que «Certains joueurs ne sont pas concernés», et que ces mêmes joueurs sont responsables, en grande partie, de la descente de son club en Ligue 2.

### Transferts

#### Transferts estivaux

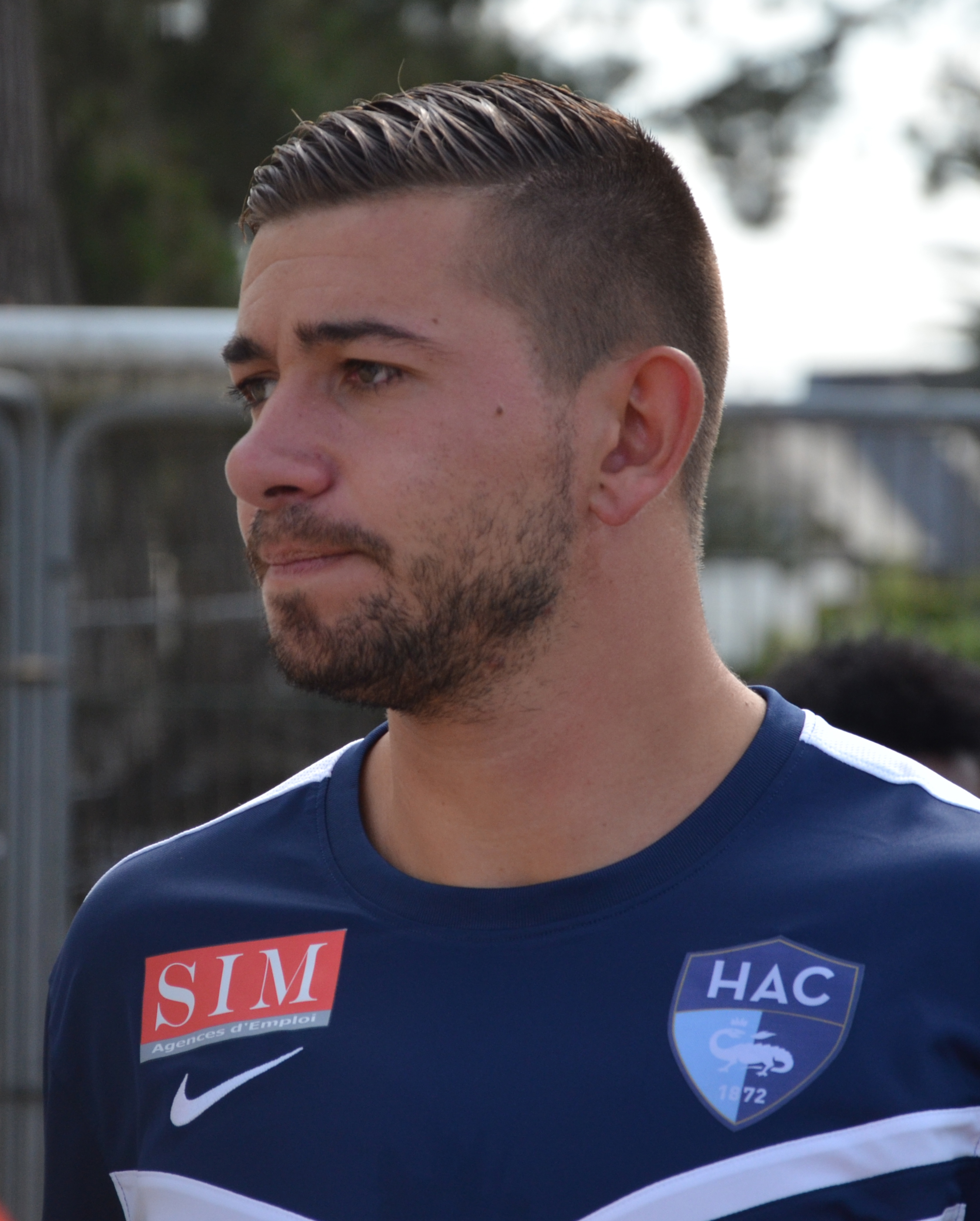
Mickaël Le Bihan (photo) est la première recrue du mercato dijonnais.

##### Vert au sens des arrivées
Voulant repartir d'une page blanche pour cette saison en deuxième division, les dirigeants dijonnais veulent se montrer actif sur ce mercato. La première recrue ne tarde pas, puisque l'attaquant Mickaël Le Bihan (alors en fin de contrat avec l'AJ Auxerre) signe pour 3 saisons dès le 18 mai 2021. Le 25 mai 2021, une deuxième recrue est annoncée avec la signature pour 3 ans de Valentin Jacob (en fin de contrat avec Niort). Véritable coup de cœur du directeur de la cellule de recrutement Gérard Bonneau, Mattéo Ahlinvi (fin de contrat avec Nîmes) s'engage pour 3 ans à Dijon. Par la suite, un nouveau renfort offensif arrive au DFCO avec Yahya Soumaré (prêté par l'Olympique Lyonnais pour une saison). Devant combler le départ du latéral gauche Aníbal Chalá, reparti au Mexique après la fin de son prêt, Christopher Rocchia (fin de contrat avec l'Olympique de Marseille) s'engage au Dijon FCO pour 2 saisons (+1 en option). Un latéral droit suivra, avec la signature de Cheick Traoré, qui remplace numériquement le départ de Fouad Chafik.

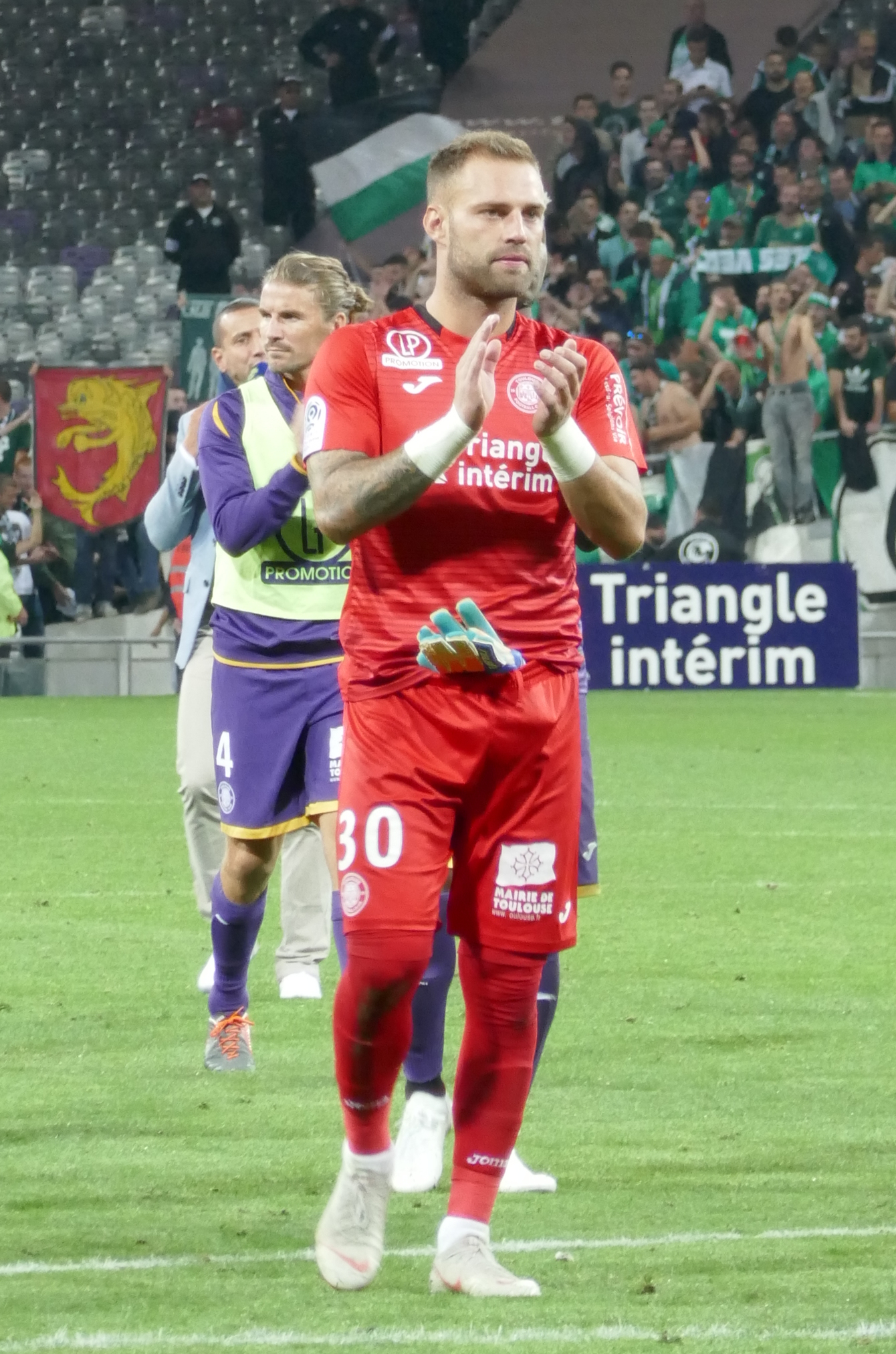
Baptiste Reynet (photo) décide de revenir au DFCO.

Malgré le nombre important d'arrivées, d'autres dossiers sont encore à régler, comme celui du gardien. En effet, Saturnin Allagbé et Anthony Racioppi se sont disputés la place de titulaire lors de la saison précédente, sans jamais réussir à s'imposer sur la durée. Le club se penche pour faire revenir un joueur emblématique du club, libre de tout contrat, Baptiste Reynet. Après réflexion, l'ancien Dijonnais signe pour la troisième fois de sa carrière à Dijon, pour 3 ans (+1 en option).
Un autre chantier est celui de la défense, Bruno Ecuele Manga voulant partir et Jonathan Panzo s'étant fait opéré durant l'avant-saison. La cellule de recrutement réussit à attirer le très expérimenté Daniel Congré (libre de tout contrat après un long passage au Montpellier HSC), mais ne sera pas immédiatement opérationnel pour le début de saison. Une autre recrue en défense suivra le pas, avec la signature de Zargo Touré (pour 2 saisons).
Au milieu de terrain, le club bourguignon se renforce avec la signature de Jessy Pi, puis de Lucas Deaux (qui arrive pour pallier la grave blessure de Jordan Marié).
En fin de mercato, le DFCO signe le latéral gauche ivoirien Adama Fofana, qui concurrencera Rocchia. En guise de conclusion, Romain Philippoteaux fera son retour à Dijon, via un prêt sans option d'achat, en provenance du Stade brestois.

##### Les 'lofteurs' et autres départs
La direction ne veut pas faire de cadeaux aux joueurs qu'elle juge indésirable. Didier Ndong, Mama Baldé, Pape Moussa Konaté et Mounir Chouiar sont forcés de s'entrainer à part du groupe, jusqu'à qu'ils trouvent un point de chute.

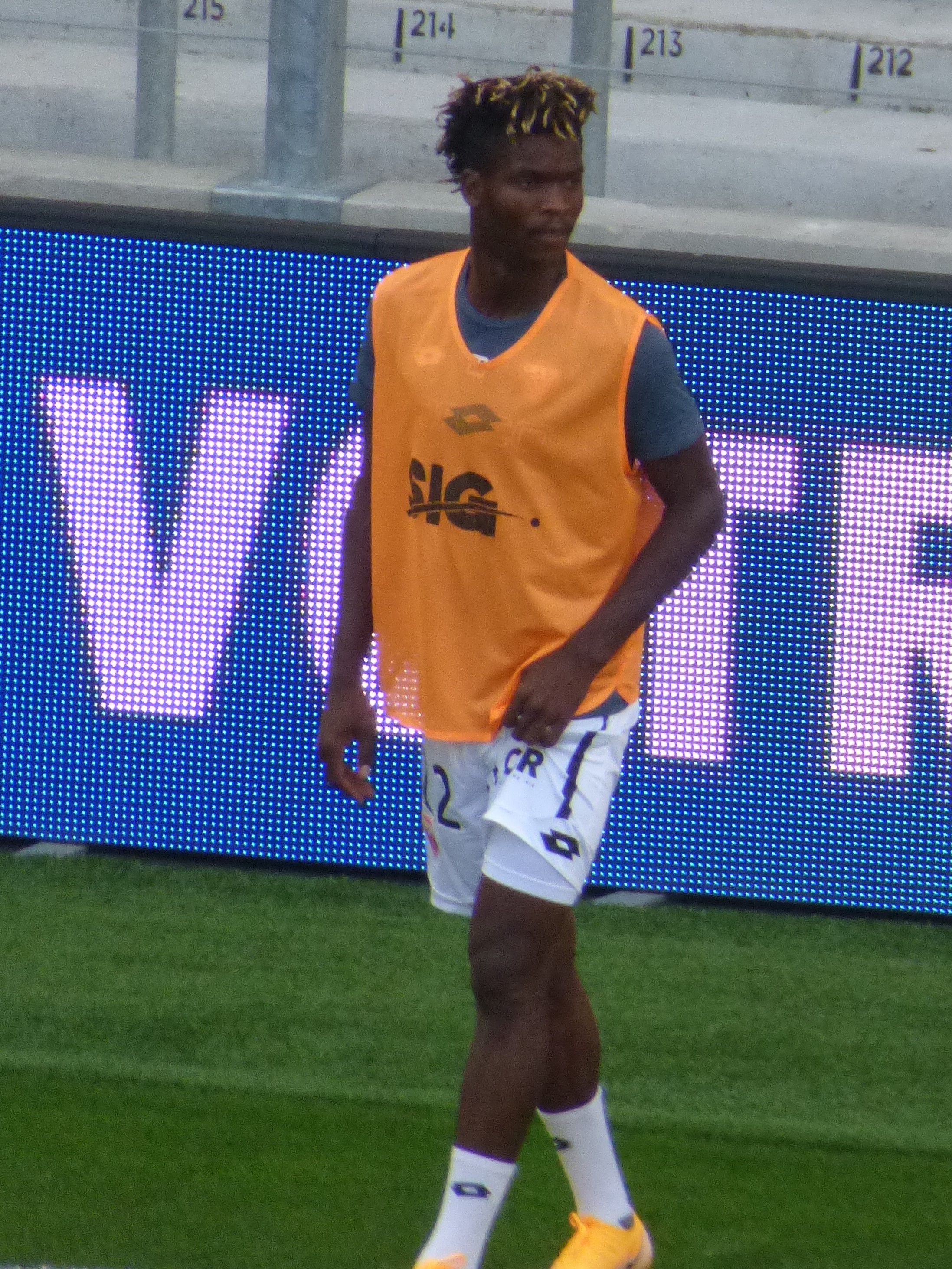
Didier Ndong (photo) fait partie des 'lofteurs' et doit s'entraîner à part.

Le 31 juillet 2021, un accord est conclu entre Dijon et l'ESTAC Troyes pour le transfert de Baldé (montant ~3,5M d'euros). Par la suite, Ndong et Chouiar seront tous les deux prêtés au Yeni Malatyaspor et Pape Moussa Konaté sera prêté à l'Espérence Tunis.
À la recherche d'un gardien, Valenciennes FC obtiendra le prêt de Saturnin Allagbé (barré par la concurrence de Reynet et Racioppi). Pas forcément dans les plans du staff dijonnais, Glody Ngonda Muzinga sera vendu au club letton du Riga FC. Même sort pour Rayan Philippe qui voit son contrat être résilié. Revenu de prêt du FC Bastia-Borgo, Théo Barbet est quant à lui transféré au Lokomotiva Zagreb.
Alors qu'il réalisait un bon début de saison, Roger Assalé est prêté au Werder Brême pour un an avec option d'achat. La direction se justifiera de ce départ en pointant du doigt le comportement du joueur, "Pas totalement investi dans le projet DFCO". Bersant Celina est lui aussi prêté, mais sans option d'achat, à Ipswich Town.
Cadres de l'effectif dijonnais lors des saisons précédentes en Ligue 1, Fouad Chafik et Wesley Lautoa refusent de prolonger leur bail, et se retrouvent donc libres de tout contrat.

##### Prolongations de contrat
Arrivé en 2015, l'expérimenté Frédéric Sammaritano prolonge pour une saison supplémentaire. Bryan Soumaré prolonge pour 2 ans après un prêt convaincant à Sochaux. Le défenseur international malien Senou Coulibaly prolonge son bail jusqu'en 2024.

### Matchs amicaux de présaison
Après deux semaines d'entrainement intensif dans un centre flambant neuf, le staff dijonnais a l'occasion de faire un premier état des troupes en affrontant le FC Sochaux-Montbéliard, autre écurie de Ligue 2. Le match est dominé par les Francs-Comtois qui mènent rapidement 2 buts à 0 grâce à des réalisations d'Aldo Kalulu et Alan Virginius. La recrue phare du mercato dijonnais, Mickaël Le Bihan, réduira le score à la 73' mais n'empêcha pas la défaite des siens. Même s'il reconnait que son équipe aurait pu faire mieux sur les buts encaissés, l'entraineur dijonnais est « plutôt satisfait de la prestation des joueurs » malgré le résultat négatif.
Les Dijonnais se déplacent ensuite à Mâcon pour défier une autre équipe de Ligue 2, le Grenoble Foot 38. Le DFCO ouvre le score grâce à une nouvelle réalisation de Le Bihan, mais se voit rejoindre en fin de match par les grenoblois (1-1).
Les Bourguignons enchaineront par la suite 3 défaites. La première contre l'AS Nancy-Lorraine, qui marquera à 2 reprises après l'ouverture du score sur pénalty de Yassine Benzia. La deuxième (qui sera la plus lourde de cette préparation d'avant-saison) contre Bourg-en-Bresse 01 (National). Pour conclure la préparation, les hommes de David Linarès s'inclineront dans leur stade contre l'ESTAC Troyes, tout juste promu en  Ligue 1. En plus de cette ultime défaite, le DFCO perd sur blessure son buteur vedette, Le Bihan, pour un mois minimum.
Le Dijon FCO n'aura donc pas réussi à gagner le moindre match durant cette préparation, tout en montrant de trop grosses lacunes défensives.

## Compétitions

### Championnat
La Ligue 2 2021-2022 est la quatre-vingt-troisième édition de Ligue 2. L'épreuve est disputée par vingt clubs réunis dans un seul groupe et se déroulant par matchs aller et retour, soit une série de trente-huit rencontres.

#### Matchs allers

##### Journées 1 à 6: Début de saison cauchemardesque
Le DFCO commence la saison par un choc à domicile contre le FC Sochaux-Montbéliard, autre prétendant à la montée. Le match a déjà l'allure d'une « finale » puisque les Dijonnais ont l'occasion de repartir du bon pied après une saison catastrophique en Ligue 1, et une préparation d'avant-saison loin d'être convaincante. Pour ce premier match, David Linarès est obligé d'aligner Bruno Ecuele Manga (qui avait pourtant demandé à partir), devant faire face aux blessures de Daniel Congré et Jonathan Panzo. Le match sera à sens unique, les Sochaliens profiteront de la maladresse technique des Dijonnais pour ouvrir le score, grâce à leur capitaine Gaëtan Weissbeck, puis dérouleront grâce à des réalisations d'Aldo Kalulu et Alan Virginius, malgré la réduction du score de Roger Assalé. Après cette défaite, Ecuele Manga sera écarté du groupe par Linarès, et la recrue Daniel Congré héritera de son brassard de capitaine.
Les Dijonnais vont ensuite se déplacer à Nîmes, pour un « choc des relégués ». Comme face à Sochaux, les Bourguignons ne parviennent pas à prendre le jeu à leur compte à cause d'approximations techniques, et se feront logiquement punir par les crocos, avec en prime l'exclusion du défenseur Cheick Traoré pour une main dans la surface. Assalé égalisera contre le cours du jeu à la 79', mais les nîmois ne se feront pas attendre pour reprendre l'avantage au score juste après le but dijonnais.

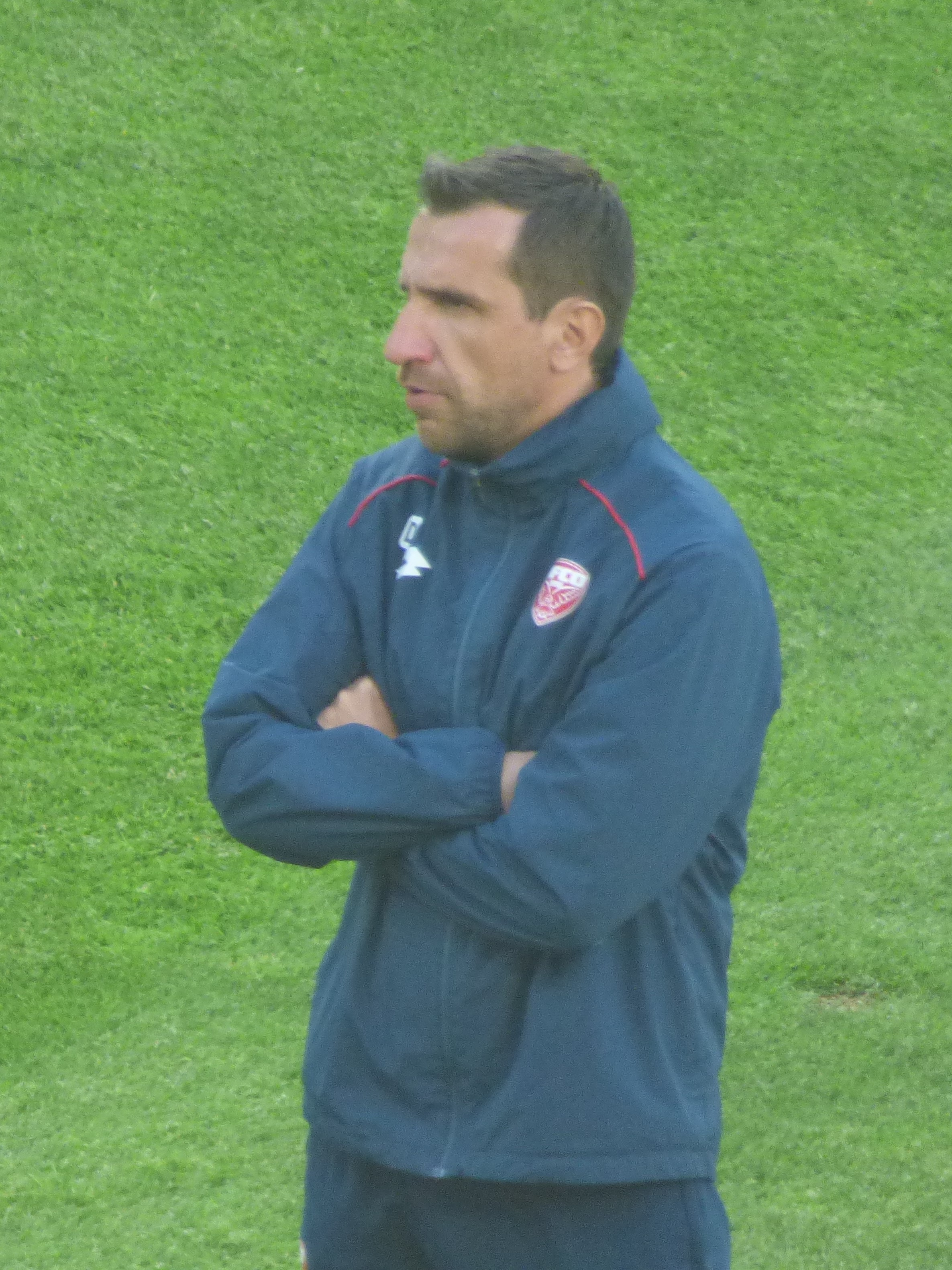
David Linarès (photo) ne parvient pas à relancer une dynamique positive en Ligue 2, et voit son aventure prendre fin prématurément au DFCO.

Après ces 2 contre-performances, la victoire contre le Rodez AF semble quasi obligatoire. Les hommes de Linarès croiront faire le plus dur en ouvrant le score par l'intermédiaire d'Aurélien Scheidler (qui marque son premier but de la saison), mais se feront logiquement égaliser dans le temps additionnel. Après ce match nul qui a comme le goût d'une défaite, Yassine Benzia est écarté tandis que le staff dijonnais se retrouve sous pression.
Le DFCO s'enfoncera dans la crise après un énième revers, cette fois-ci contre QRM, qui semble être la défaite de trop pour David Linarès. Pourtant, à la surprise générale, l'entraineur dijonnais sera consolidé à son poste par son président Olivier Delcourt, juste avant la réception du Toulouse FC. Les Dijonnais ouvriront le score face au TFC, mais par la suite s'écrouleront en encaissant 4 buts. Cette défaite signe la fin de David Linarès, qui est démis de ses fonctions, remplacé par Patrice Garande, entraineur au gros CV, étant notamment passé par le SM Caen et le Toulouse FC.
Pour son premier match, l'ancien caennais ne parvient pas à faire un résultat à Pau. Son équipe concède une cinquième défaites en six matchs et semble être au plus bas niveau confiance.

##### Journées 7 à 16: L'effet Garande

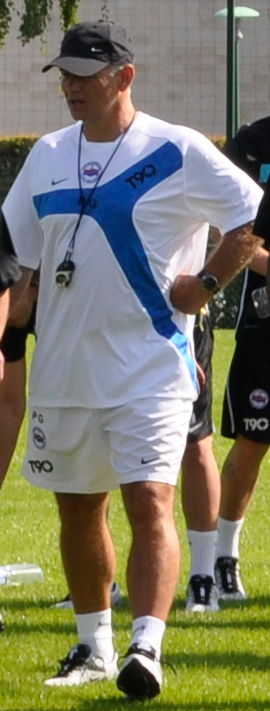
Patrice Garande (photo) a trouvé la méthode pour lancer la saison du DFCO.

Le trêve internationale arrive à pic, permettant à Patrice Garande de mettre en place sa méthode de travail, basé sur le mental et le jeu. Il en profite d'ailleurs pour ramener son adjoint dans ses bagages (Jean-Marie Huriez), et réintègre Yassine Benzia dans le groupe. Choix qui sera judicieux par la suite puisque l'international algérien permettra aux siens de récolter une victoire précieuse contre le SC Bastia (grâce à un doublé), synonyme de premier succès de la saison pour les Dijonnais. Les hommes de Garande vont ensuite enchaîner contre l'USL Dunkerque, avec notamment la deuxième réalisation de la saison de Mickaël Le Bihan. La série continuera avec un cours succès à Caen, dans un match très chaotique où l'arbitrage s'illustrera par des décisions controversées en faveur des Dijonnais.
Cependant, le Dijon FCO rechutera face à Valenciennes, malgré avoir largement dominé les débats durant tout le match. Puis s'inclinera au Havre Athletic Club, en restant muet face à la cage adverse.
Après une nouvelle trêve internationale, Patrice Garande décide de titulariser Alex Dobre face à l'Amiens SC, l'attaquant roumain ayant été auteur de bonnes prestations face à Valenciennes et Le Havre. Un autre choix qui se montrera judicieux puisque Dobre marquera le seul but de la rencontre, et permettre à son équipe de s'imposer à 10 contre 11. Le nouveau protégé de Garande ne s'arrêtera pas là puisqu'il sera de nouveau décisif au match suivant, en marquant le but de la victoire contre le Grenoble Foot 38.
Contre le Paris FC, le Dijon FCO a l'occasion de raccrocher la wagon du haut de classement après son début de saison raté. Néanmoins, les Dijonnais se feront punir sur corner, et ne parviendront pas à faire trembler les filets adverses. Même scénario face à l'AC Ajaccio, où les Bourguignons encaisseront un but sur corner dans le temps additionnel de la seconde mi-temps, d'une tête précise de Mounaïm El Idrissy.
Pas le temps pour les doutes pour les Dijonnais puisque deux derbys bourguignons les attendent, un face à l'ASC Saint-Apollinaire en Coupe de France, l'autre face à l'AJ Auxerre en championnat.
Les hommes de Garande triompheront sur ces 2 matchs, s'imposant 3-0 contre l'ASC Saint-Apollinaire puis 3-1 contre les Auxerrois. L'entraineur dijonnais (qui a d'ailleurs été joueur de l'AJA par le passé) qualifiera ce dernier de 'match-type'.

##### Journées 17 à 19: Désillusion à Guingamp

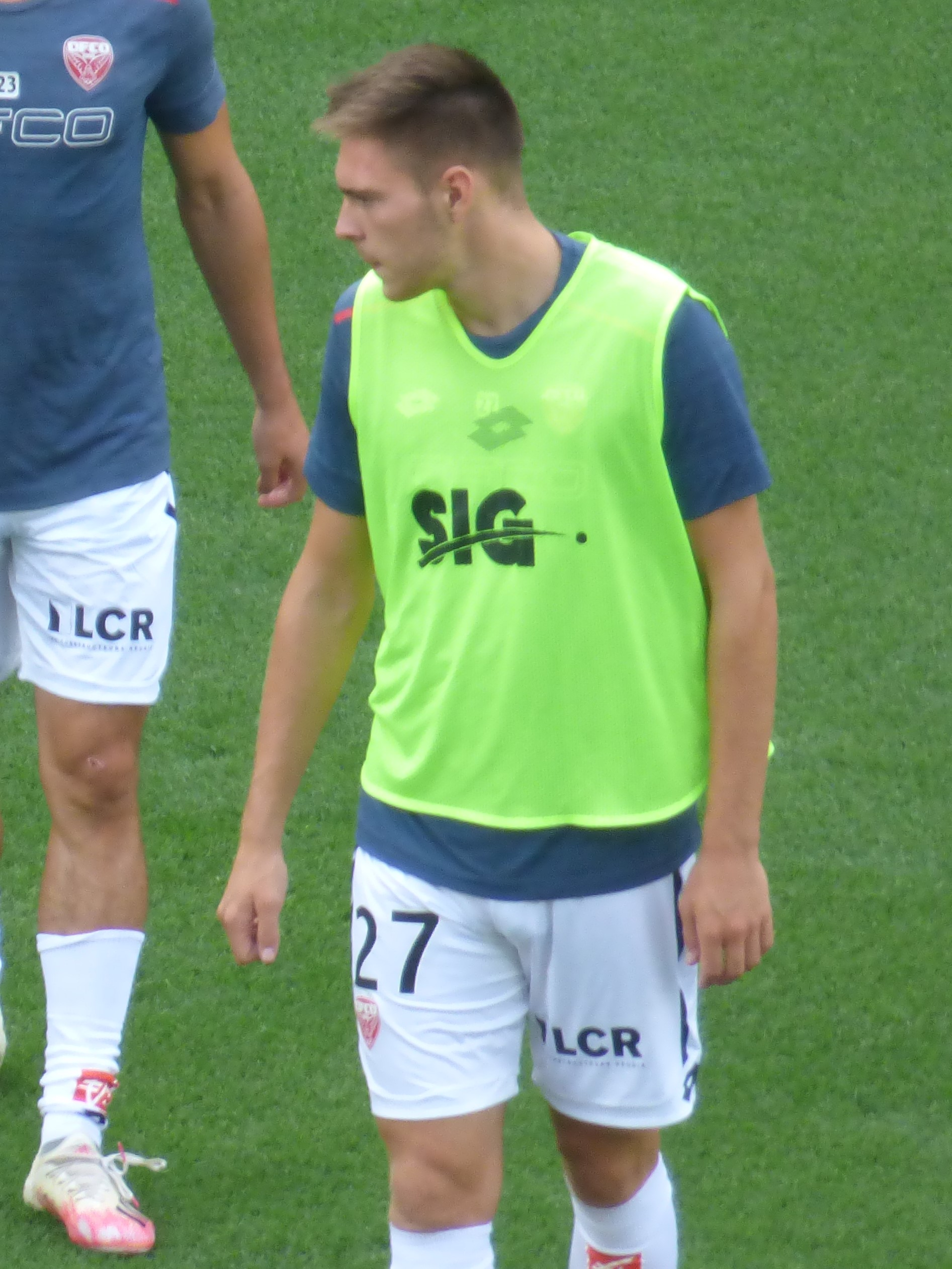
Malgré le doublé d'Aurélien Scheidler (photo), le DFCO perd 3 points précieux à Guingamp.

Avant le déplacement à Guingamp, le DFCO se montre ambitieux. La victoire permettrait au club bourguignon d'intégrer le top 10 pour la première fois de la saison. Le match commence bien, et les Dijonnais mènent deux à zéro grâce à un doublé d'un Aurélien Scheidler en forme, mais les bretons n'abdiquent pas, et après avoir égalisé deux à deux grâce à des réalisations de Frantzdy Pierrot et Yannick Gomis, l'EAG prend l'avantage trois à deux en marquant sur corner.
Les Dijonnais essayeront de se rattraper lors de la réception de Niort, mais après un début de match raté, ils se retrouvent menés deux à zéro par les visiteurs. Toutefois, les hommes de Patrice Garande accrocheront le point du nul en marquant par l'intermédiaire de Congré et Le Bihan en seconde mi-temps.
Pour conclure la phase aller, les Bourguignons se déplacent chez la lanterne rouge du championnat, l'AS Nancy-Lorraine, mais réussiront à éviter le match piège et ramèneront les trois points du voyage.
Le DFCO conclut donc la phase aller à une décevante 13e place, payant un mauvais début de championnat, et une défense beaucoup trop fébrile.

#### Transferts hivernaux
Le président Olivier Delcourt annonce que le mercato hivernal sera calme et dépendra des départs. Peu utilisé par Patrice Garande, Bryan Soumaré semble être sur le départ. Le 10 janvier 2022, le club annonce le départ de Anthony Racioppi (qui était alors doublure de Baptiste Reynet) aux Young Boys de Berne, tandis que Saturnin Allagbé est de retour, après une expérience ratée à Valenciennes. En quête de temps de jeu, le jeune Jonathan Panzo est transféré définitivement à Nottingham Forest. De retour de prêt, Pape Moussa Konaté retrouvera un point de chute, cette fois-ci en Turquie, à Sivasspor. Pour conclure le bal des départs, Yassine Benzia est prêté sans option d'achat à Hatayspor.

La seule arrivée de ce mercato sera celle de Cyril Loïc Etoga, jeune milieu de terrain camerounais ayant disputé une dizaine de matchs en deuxième division grecque.

#### Matchs retours

##### Journées 20 à 22: Rechute face à Nîmes
Pour cette deuxième partie de championnat, le DFCO a envie de montré un visage plus conquérant, et cela dès la réception du Nîmes Olympique. Cependant, l'effectif dijonnais est diminué avant ce match, avec des joueurs touchés par le COVID-19 ou bien sélectionnés pour la CAN au Cameroun. Patrice Garande est donc obligé d'aligner une défense inédite, qui prendra l'eau tout au long du match face aux assauts des visiteurs. Les nîmois marqueront 2 buts au bout de 30 minutes, avant une baisse de rythme à la suite de l’exclusion de Théo Sainte-Luce. Malgré la réduction de l'écart de Romain Philippoteaux, les Bourguignons ratent leur match, et doivent s'incliner pour la onzième fois de la saison.
Avec le retour de joueurs cadres comme Daniel Congré ou Cheick Traoré, les Dijonnais parviennent à prendre des points contre Rodez (0-2) puis Quevilly Rouen Métropole (1-0), mais les deux victoires restent poussives.

##### Journées 23 à 26: Gifle à Toulouse et crise de résultats
Le mois de février s'annonce compliqué pour les hommes de Patrice Garande, avec trois déplacements, dont un chez le leader toulousain.

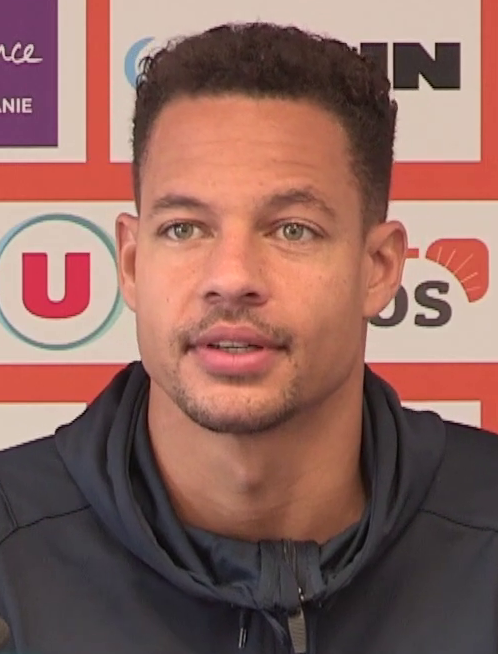
Daniel Congré (photo) se montre fébrile lors du mois de février, ne parvenant pas à stabiliser la défense dijonnaise.

L’entraineur dijonnais, qui connait bien Toulouse puisqu'il était en poste chez eux lors de la saison précédente, annonce la couleur et ne tarit pas d'éloges son adversaire. Le début de match sera pourtant équilibré, avec une ouverture de score toulousaine, mais une réponse immédiate des Dijonnais par l'intermédiaire d'Aurélien Scheidler. Néanmoins, le TFC fait craquer les visiteurs juste avant la mi-temps sur corner, puis ne font pas de cadeau à leur ancien entraineur en inscrivant deux buts supplémentaires.
Après ce lourd revers, le Dijon FCO ne fera guère mieux à domicile face au Pau FC, en s'inclinant 1-0 dans un match terne. Le Bihan sera d'ailleurs vivement critiqué par son coach après la rencontre, notamment sur son niveau physique.
Les Dijonnais seront de nouveau muet en attaque face à Bastia mais un point sera ramené grâce à une défense solide.

Cette même défense montrera un visage bien plus inquiétant face à l'USL Dunkerque, ce qui causera une énième défaite et une situation de plus en plus préoccupante au classement. 

##### Journées 27 à 32: Une dynamique rassurante
La trêve internationale semble arriver au meilleur des moments, permettant au groupe dijonnais de se remettre la tête à l'endroit avant la réception

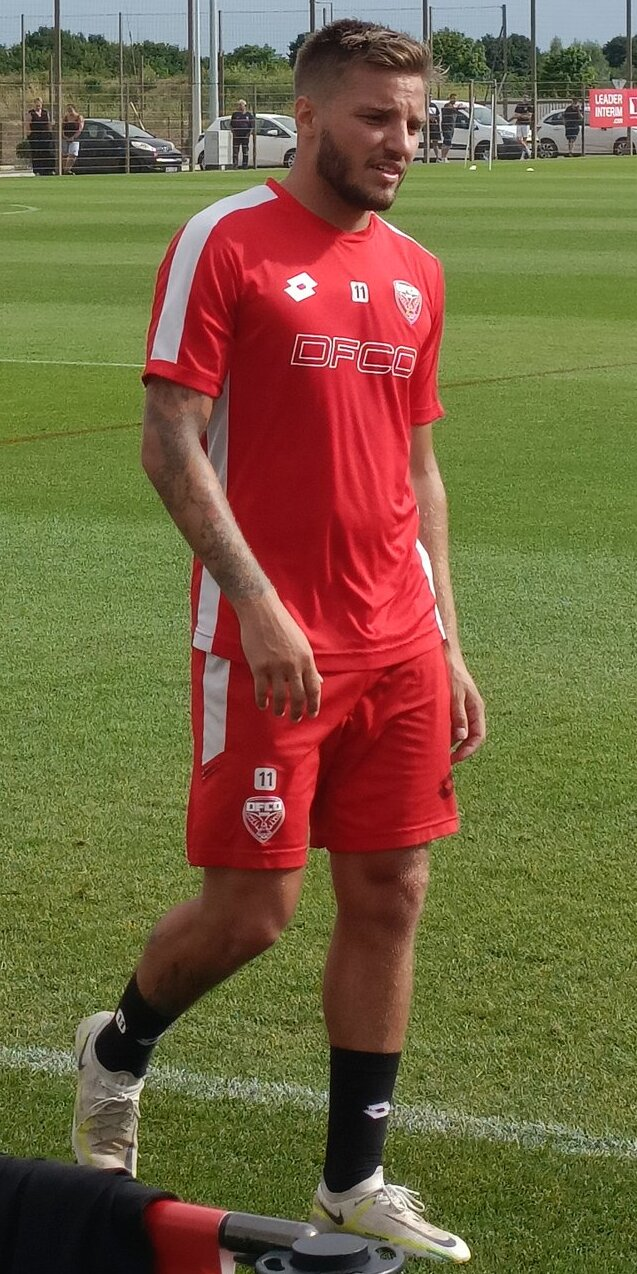
Valentin Jacob (photo) retrouve des couleurs durant le mois de mars, et devient le maître à jouer de l'équipe.

du SM Caen. Face à des normands amoindris, le DFCO renoue avec la victoire grâce à un Le Bihan enfin décisif, mais aussi une défense plus rassurante. Baptiste Reynet gardera de nouveau sa cage inviolée contre Valenciennes (malgré l’exclusion de Senou Coulibaly) puis contre Le Havre AC, avec à la clé une victoire 2-0 des siens.
Les Dijonnais continueront leur bonne série à Amiens, en égalisant à la toute dernière minute, bien aidé par la maladresse des attaquants amiénois, mais aussi par un contre-son-camp gag de Matthieu Dossevi.
Sur une pelouse enneigée (ce qui n'est pas commun en avril), les hommes de Garande font face à un bloc compact grenoblois, et doivent attendre la 85e pour marquer, sur corner.

C'est avec l'esprit libéré que l'équipe dijonnaise se déplace à Paris, pour y affronter une équipe du top 5. Avec l'aide d'un duo Scheidler/Philippoteaux inspiré, les Bourguignons arrachent le point du nul, et semblent se stabiliser dans le top 10. 

##### Journées 33 à 38: Fin de saison poussive
Lors du sprint final, le Dijon FCO (qui n'a plus grand chose à jouer) endosse le rôle d'arbitre pour le top 5, avec comme adversaire l'AC Ajaccio, l'AJ Auxerre et le FC Sochaux-Montbéliard. Malgré les belles promesses montrées lors des matchs précédents, les Dijonnais ne font pas le poids face à Ajaccio, et Reynet doit s'incliner à trois reprises.
Le DFCO montrera le même visage lors du derby contre l'AJA, même si Garande reconnaitra en conférence de presse qu'il s'était trompé sur la composition de départ, et qu'il prenait la défaite pour lui.
Pour l'avant-dernière réception de la saison, les Dijonnais reçoivent Guingamp, autre équipe luttant pour rester dans le top 10. C'est aussi le grand retour du portier Enzo Basilio sur ses terres natales. Le match démarre très bien pour les locaux, et un score de 3-0 à la mi-temps. Cependant, comme lors du match aller, la troupe de Garande s'écroulera face à une équipe bretonne vaillante, et concéda le match nul (3-3). Cette énième contre-performance représente parfaitement la saison dijonnaise, capable du meilleur, mais surtout du pire...

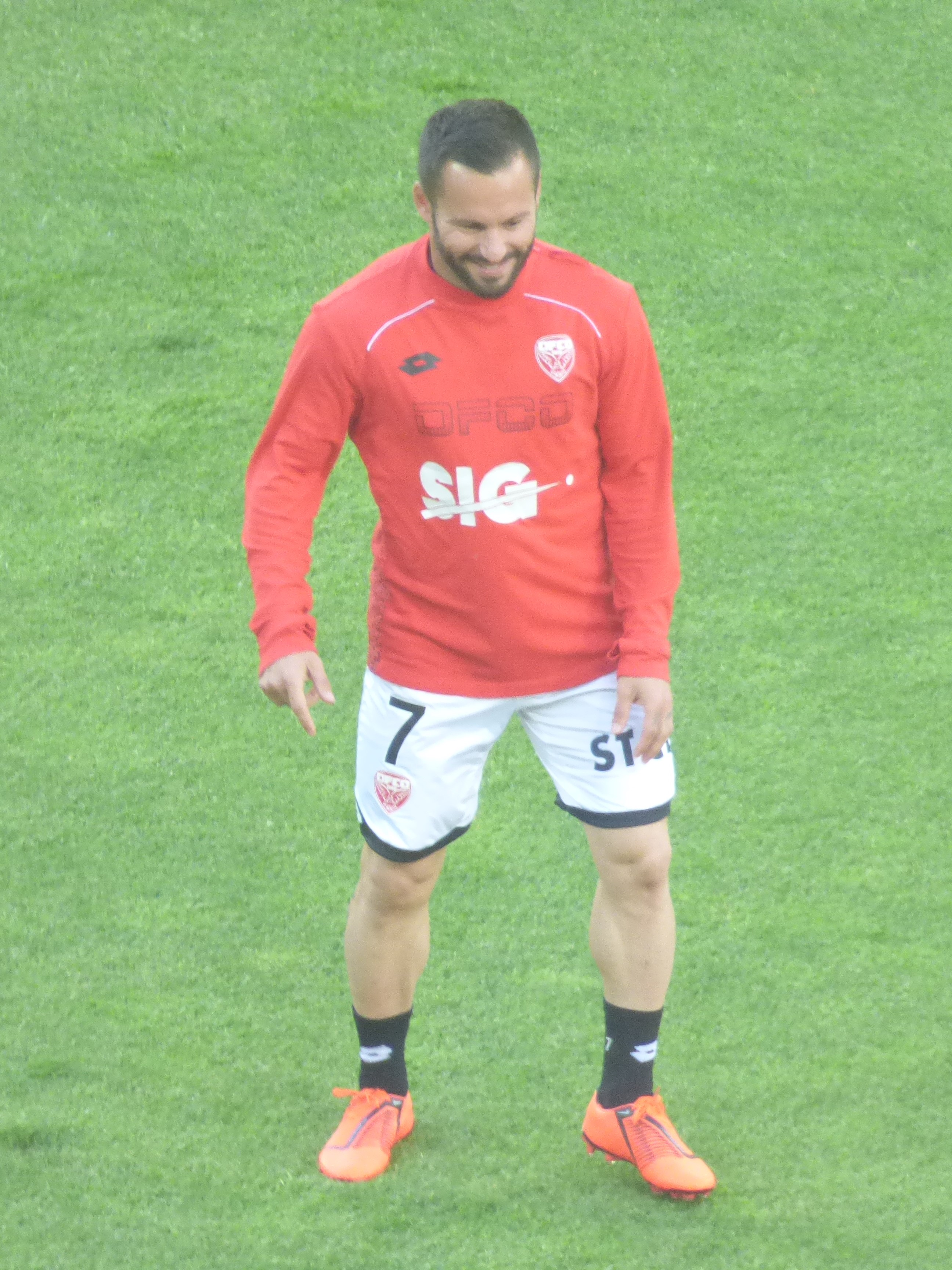
Pour sa dernière avec le maillot dijonnais, Frédéric Sammaritano (photo) voit le DFCO s'incliner face à l'ASNL.

Avant le déplacement à Niort, Patrice Garande annonce à ses joueurs qu'il ne prolongera pas l'aventure au DFCO la saison prochaine. Le club publie d'ailleurs un communiqué pour clarifier la situation, confirmant que le président Delcourt et le technicien ont pris la décision commune d'arrêter leur collaboration. Nonobstant la situation en interne, les joueurs ramènent les 3 points des Deux-Sèvres, grâce à un doublé d'Alex Dobre et une réalisation de Mickaël Le Bihan.
Arrivé au club en 2015, Frédéric Sammaritano annonce mettre fin à sa carrière de joueur. La réception de Nancy (dernier de Ligue 2 et déjà mathématiquement reléguée en National) sera donc son dernier match à Gaston-Gérard. Pour sa dernière, ses coéquipiers s'inclineront 3 à 2, et voient leur place dans le top 10 sérieusement menacée.
Pour le dernier match de la saison, les Dijonnais se déplacent à Sochaux, équipe du top 5. Dans un stade Bonal plein, Baptiste Reynet se montrera impuissant face à Gaëtan Weissbeck (déjà buteur à l'aller) à deux reprises, mais ses coéquipiers trouveront la force mentale nécessaire pour arracher le point du nul grâce à des buts de Le Bihan et Philippoteaux.

Le Dijon FCO termine donc la saison à la 11e place, en ayant alterné le bon et le moins bon après un début de compétition catastrophique. Une saison sans réellement de relief bien loin des ambitions du club au départ.

#### Classement
| Rang | Équipe              | Pts | J  | G  | N  | P  | Bp | Bc | Diff |
| ---- | ------------------- | --- | -- | -- | -- | -- | -- | -- | ---- |
| 9    | Nîmes Olympique R   | 49  | 38 | 14 | 7  | 17 | 44 | 51 | −7   |
| 10   | Pau FC              | 49  | 38 | 14 | 7  | 17 | 41 | 49 | −8   |
| 11   | Dijon FCO R         | 47  | 38 | 13 | 8  | 17 | 48 | 53 | −5   |
| 12   | SC Bastia P         | 46  | 38 | 10 | 16 | 12 | 38 | 36 | +2   |
| 13   | Chamois niortais FC | 46  | 38 | 12 | 10 | 16 | 39 | 42 | −3   |

### Coupe de France
Le Dijon FCO entre en lice en Coupe de France le 13 novembre 2021, en affrontant l'ASC Saint-Apollinaire (National 3), club voisin. Malgré l'exclusion de Lucas Deaux en début de match, les Dijonnais s'imposent trois à zéro grâce à un doublé d'Aurélien Scheidler, mais aussi le premier but de la saison de Valentin Jacob. Les Dijonnais affrontent par la suite une autre équipe de National 3, le FC Morteau-Montlebon. Même si les locaux se procureront quelques occasions franches, ce sont les hommes de Garande qui obtiendront la qualification grâce à des réalisations d'Ecuele Manga et Arli.

Le prochain adversaire des Bourguignons est l'AS Cannes (National 2), club historique ayant formé des grands noms comme Zinédine Zidane ou Patrick Vieira. Les Dijonnais ouvriront le score sur un coup franc de Le Bihan, mais les locaux égaliseront logiquement avant de s'imposer lors des tirs-au-but. 

## Effectif professionnel actuel
Le tableau ci-dessous recense l'effectif professionnel actuel du DFCO pour la saison 2021-2022